# ヤド・ハナディヴ
ヤド・ハナディヴ(ヘブライ語:יד הנדיב 「惜しみない手」という意味)とは、ユダヤ人の財閥であるロスチャイルド家の慈善財団。別名「ロスチャイルド基金」。存命時代にシオニズム運動への多大な寄付を行っていたエドモンド・ベンジャミン・ロスチャイルド男爵の遺志を受け継ぎ、1958年に設立。設立者はドロシー・ド・ロスチャイルド。現在の最高権限者は第4代ロスチャイルド男爵ジェイコブ・ロスチャイルド。

## 主な慈善活動
財団の名の表す通り、この財団はシオニズム運動やユダヤ人、イスラエルのために、以下に示す通り惜しみない莫大な寄付、資金提供を行っている。
- イスラエルの最高裁判所建設への資金提供。
- イスラエルのクネセト（国会）建設への資金提供。
- イスラエルの教育テレビチャンネル開設への資金提供。
- イスラエルの通信制大学「イスラエル・オープン大学」開学への資金提供。

これらの他、多数の慈善活動を行っている。